# Bodo Ritscher
Bodo Ritscher (* 1948) ist ein deutscher Historiker. Er ist insbesondere durch seine Forschungen und Veröffentlichungen zur Geschichte des Konzentrationslagers Buchenwald und der sowjetischen Speziallager in Deutschland bekannt.

## Leben und Wirken
Bodo Ritscher studierte von 1969 bis 1973 Wissenschaftlichen Sozialismus an der Universität Leipzig und schloss mit dem Diplom ab. Anschließend war er Wissenschaftlicher Assistent an den Universitäten Dresden und Jena. 1979 wurde er an der Universität Dresden zum Dr. phil. promoviert. 
Seit 1981 war er in der Nationalen Mahn- und Gedenkstätte Buchenwald tätig, zunächst als Leiter der historischen Abteilung. Im Oktober 1985 wurde er für die Gestaltung des Museums des antifaschistischen Widerstandskampfes in der Nationalen Mahn- und Gedenkstätte Buchenwald im Kollektiv mit dem Vaterländischen Verdienstorden in Gold ausgezeichnet. Ab 1990 war er Kustos für den Bereich Speziallager. 2013 wurde er pensioniert.

## Schriften
- Zur Auseinandersetzung mit bürgerlichen und revisionistischen Angriffen auf die sozialistische ökonomische Integration. Dissertation. Technische Universität Dresden 1979.
- mit Anton Hermann: Walter Krämer – ein Arzt für die Häftlinge. Nationale Mahn- und Gedenkstätte Buchenwald, Buchenwald 1983.
- Buchenwald. Rundgang durch die Nationale Mahn- und Gedenkstätte. Nationale Mahn- und Gedenkstätte Buchenwald, Buchenwald 1986.
- Spezlager Nr. 2 Buchenwald. Zur Geschichte des Lagers Buchenwald 1945 bis 1950. Gedenkstätte Buchenwald, Weimar-Buchenwald 1993. 2. Auflage 1995.
- (Mitarb.): Alexander Latotzky: Kindheit hinter Stacheldraht. Mütter mit Kindern in sowjetischen Speziallagern und DDR-Haft. Forum, Leipzig 2001, ISBN 3-931801-26-8.
- mit Kathrin Krypczyk: Jede Krankheit konnte tödlich sein. Medizinische Versorgung, Krankheiten und Sterblichkeit im sowjetischen Speziallager Buchenwald, 1945–1950. Wallstein, Göttingen 2005, ISBN 3-89244-953-8.

Herausgeberschaft
- Buchenwalder Nachrichten. Nr. 1 bis Nr. 28. Nationale Mahn- und Gedenkstätte Buchenwald, Buchenwald 1983.
- (Mithrsg.): Die sowjetischen Speziallager in Deutschland 1945–1950. Eine Bibliographie. Wallstein, Göttingen 1996, ISBN 3-89244-242-8.
- (Mithrsg.): Das sowjetische Speziallager Nr. 2 1945–1950. Katalog zur ständigen historischen Ausstellung. Wallstein, Göttingen 1999, ISBN 3-89244-284-3.
- mit Peter Reif-Spirek: Speziallager in der SBZ: Gedenkstätten mit „doppelter Vergangenheit“. Links, Berlin 1999, ISBN 3-86153-193-3.
- mit Volkhard Knigge: Totenbuch. Speziallager Buchenwald 1945–1950. Stiftung Gedenkstätten Buchenwald und Mittelbau Dora, Weimar 2003, ISBN 3-935598-08-4.
- (Mithrsg.): Instrumentalisierung, Verdrängung, Aufarbeitung. Die sowjetischen Speziallager in der gesellschaftlichen Wahrnehmung. 1945 bis heute. Wallstein, Göttingen 2006, ISBN 978-3-8353-0051-4.